# 然別演習場
然別演習場（しかりべつえんしゅうじょう）とは、北海道鹿追町に所在する陸上自衛隊の演習場である。

## 概要
西ヌプカウシヌプリ山麓にあり、近隣には然別湖・展望台などがある演習場、主に迫撃砲の射撃や戦車の射撃訓練等で使用されており、演習場内には小銃射撃場も存在する。
演習場内では過去に事故が多発しており、戦車に隊員が轢かれた事案や迫撃砲の暴発事故などが起きており、訓練前には部隊長による慰霊碑献花が行われ訓練の無事故祈願が行われている。
演習場廠舎はかまぼこ型隊舎であり、宿営地を開設する部隊は松林付近に宿営地を開設する。
演習場管理は鹿追駐屯地業務隊演習場管理班が担当。